# Crowmarsh Gifford
Crowmarsh Gifford är en by i civil parish Crowmarsh, i distriktet South Oxfordshire, i grevskapet Oxfordshire, i England. Byn är belägen 19,9 km från Oxford. Orten har 1 205 invånare (2016). Crowmarsh Gifford var en civil parish fram till 1932 när blev den en del av Crowmarsh. Civil parish hade 248 invånare år 1931. Byn nämndes i Domedagsboken (Domesday Book) år 1086, och kallades då Craumares.